# Morcilla de Jaén

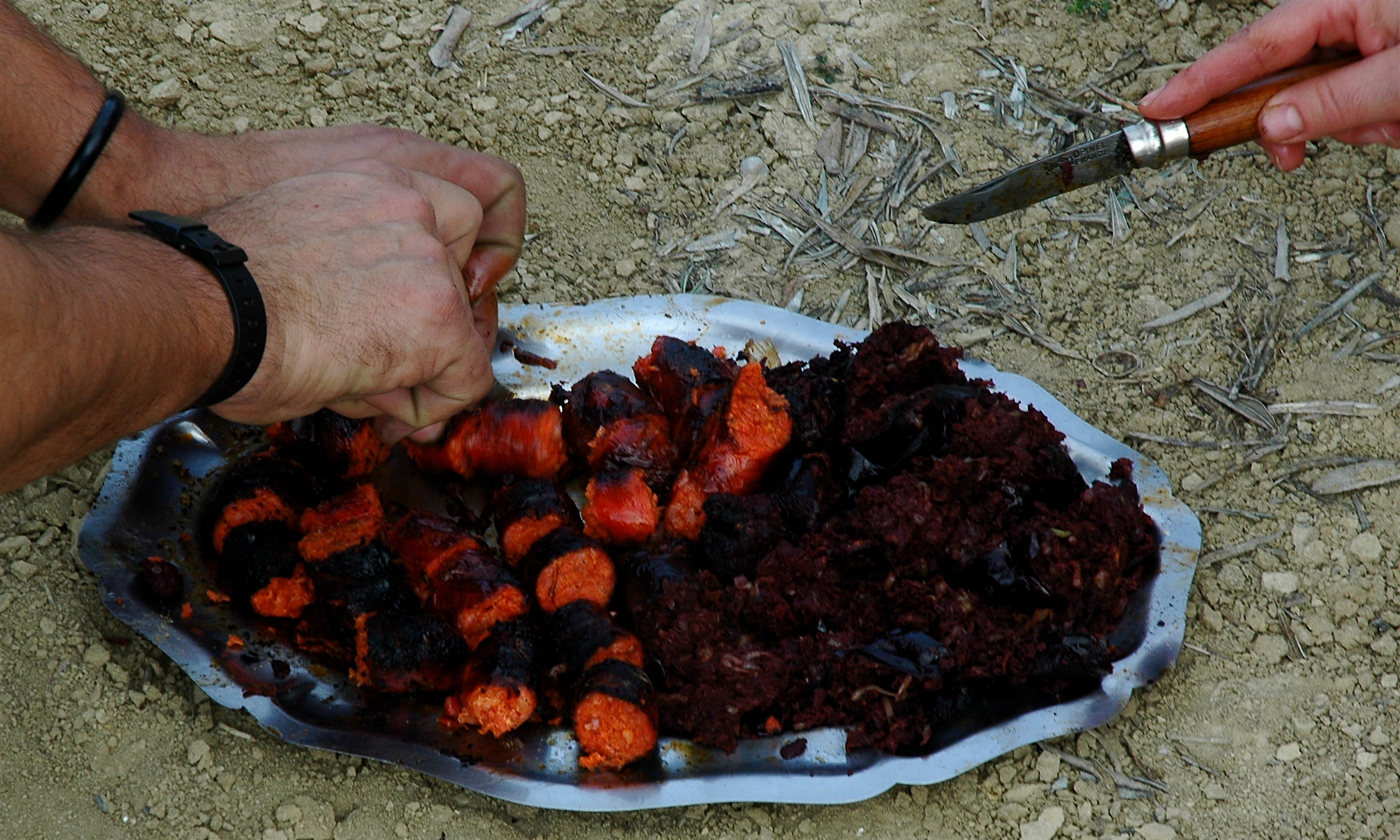
Bandeja de embutidos asados.

La morcilla de Jaén (denominada también morcilla de caldera) es un embutido elaborado con sangre muy típico de la provincia de Jaén. Se trata de un producto típico de la matanza del cerdo de los pueblos jiennenses. En la actualidad es una morcilla que suele servirse en tapa en diversos locales de restauración, o en guarniciones de diversas formas (en acompañamiento de huevos rotos, pasta, etc.), asadas junto a otros embutidos. Estas morcillas eran ya conocidas en el siglo XVI cuando el escritor Baltasar del Alcázar.

## Características
La morcilla en caldera de elaboración artesanal es típica de Úbeda (Jaén), es una morcilla de cebolla y de piñones. Posee la peculiaridad de que esta morcilla se escalda en una caldera antes del proceso de embutido, y se sirve untada en rebanadas de pan o en unas tortas de aceite típicas de la cocina jiennense denominadas ochíos.

## Morcilla en la cultura
Las morcillas jiennenses eran ya conocidas en el siglo XVI cuando el escritor Baltasar del Alcázar ya las describe en uno de sus poemas. La describe en su Cena jocosa en boca de un caballero llamado Lope de Sosa. En el poema menciona características como su ingrediente de piñones, su sabor picante y su preparación asada.